# Касс, Ли
Ли Касс (англ. Lee Cass; 1925, Бруклин — 30 апреля 1995, Питтсбург) — американский певец (бас-баритон).
Учился в Джульярдской школе у Мэка Харрела, затем в Питтсбургском университете. В начале 1950-х гг. много выступал в оперных постановках NBC, пел в Нью-Йоркской городской опере, оперных театрах Кливленда, Питсбурга, Санта-Фе, а также на Бродвее. В 1953 г. стал лауреатом Наумбурговского конкурса молодых исполнителей.